# Schweizer Meisterschaften im Skilanglauf 2019
Die Schweizer Meisterschaften im Skilanglauf 2019 fanden in Engelberg statt. Am 2. und 3. Februar 2019 wurden die Einzelrennen und die anschließenden Verfolgungsrennen ausgetragen. Sprint, Teamsprint und Massenstartrennen fanden vom 29. bis 31. März 2019 statt. Ausrichter war der Nordic Engelberg.

## Ergebnisse Herren

### Sprint klassisch
| Platz | Name           | Verein             |
| ----- | -------------- | ------------------ |
| 1     | Erwan Käser    | Gardes-Frontière   |
| 2     | Jonas Baumann  | SC Tambo Splügen   |
| 3     | Cédric Steiner | SC Davos           |
| 4     | Livio Bieler   | Gardes-Frontière   |
| 5     | Jason Rüesch   | SC Davos           |
| 6     | Beda Klee      | Speer Ebnat-Kappel |
| 7     | Ueli Schnider  | Gardes-Frontière   |
| 8     | Jovian Hediger | SC Bex             |

Datum: 29. März

Es waren 28 Läufer am Start. Das Rennen der U20 mit 15 Teilnehmern gewann Flurin Grond.

### 15 km Freistil Einzel
| Platz | Name                | Verein                | Zeit        |
| ----- | ------------------- | --------------------- | ----------- |
| 1     | Toni Livers         | SC Davos              | 35:24,1 min |
| 2     | Livio Bieler        | Gardes-Frontière      | 35:46,1 min |
| 3     | Cédric Steiner      | SC Davos              | 36:08,5 min |
| 4     | Mael Bohren         | SC Bex                | 36:24,1 min |
| 5     | Marino Capelli      | SC Davos              | 36:41,0 min |
| 6     | Erwan Käser         | Gardes-Frontière      | 36:42,6 min |
| 7     | Marius Danuser      | SC Vättis             | 36:59,9 min |
| 8     | Maurus Lozza        | Zuoz                  | 37:10,8 min |
| 9     | Gian Flurin Pfäffli | SC Bernina Pontresina | 37:15,3 min |
| 10    | Roman Schaad        | Drusberg              | 37:39,4 min |

Datum: 2. Februar

Es waren 28 Läufer am Start. Das Rennen der U20 über 10 km mit 40 Teilnehmern gewann Cyril Fähndrich.

### 15 km Verfolgung klassisch
| Platz | Name                | Verein                    | Zeit         |
| ----- | ------------------- | ------------------------- | ------------ |
| 1     | Livio Bieler        | Gardes-Frontière          | 1:20:58,9 h. |
| 2     | Cédric Steiner      | SC Davos                  | 1:21:45,0 h. |
| 3     | Erwan Käser         | Gardes-Frontière          | 1:22:06,4 h. |
| 4     | Toni Livers         | SC Davos                  | 1:22:36,8 h. |
| 5     | Marino Capelli      | SC Davos                  | 1:23:03,7 h. |
| 6     | Mael Bohren         | SC Bex                    | 1:24:25,3 h. |
| 7     | Marius Danuser      | SC Vättis                 | 1:24:35,9 h. |
| 8     | Janik Riebli        | Schwendi-Langis           | 1:24:55,9 h. |
| 9     | Martin Vögeli       | Nordic Club Liechtenstein | 1:25:21,0 h. |
| 10    | Gian Flurin Pfäffli | SC Bernina Pontresina     | 1:25:41,7 h. |

Datum: 3. Februar

Es waren 24 Läufer am Start. Das Rennen der U20 mit 37 Teilnehmern gewann Nicola Wigger.

### 50 km klassisch Massenstart
| Platz | Name           | Verein             | Zeit         |
| ----- | -------------- | ------------------ | ------------ |
| 1     | Ueli Schnider  | Gardes-Frontière   | 2:10:54,0 h. |
| 2     | Jonas Baumann  | SC Tambo Splügen   | 2:11:02,5 h. |
| 3     | Dario Cologna  | SC Davos           | 2:11:14,6 h. |
| 4     | Erwan Käser    | Gardes-Frontière   | 2:12:21,2 h. |
| 5     | Toni Livers    | SC Davos           | 2:12:25,4 h. |
| 6     | Jason Rüesch   | SC Davos           | 2:13:13,3 h. |
| 7     | Livio Bieler   | Gardes-Frontière   | 2:15:23,6 h. |
| 8     | Janik Riebli   | Schwendi-Langis    | 2:16:09,2 h. |
| 9     | Beda Klee      | Speer Ebnat-Kappel | 2:18:04,0 h. |
| 10    | Marino Capelli | SC Davos           | 2:19:07,7 h. |

Datum: 30. März

Es waren 42 Läufer am Start.

### Teamsprint Freistil
| Platz | Team                                               | Zeit          |
| ----- | -------------------------------------------------- | ------------- |
| 1     | Gardes-FrontièreUeli Schnider Erwan Käser          | 17:18,17 min  |
| 2     | SC DavosJason Rüesch Cédric Steiner                | 17:30,08 min  |
| 3     | SC DavosToni Livers Marino Capelli                 | 17:33,4 min   |
| 4     | SC VättisDajan Danuser Marius Danuser              | 17:59,18 min  |
| 5     | SC Val MüstairGianluca Cologna Dario Cologna       | 18:10,23 min  |
| 6     | Beckenried-KlewenalpAndrin Näpflin Avelino Näpflin | 18:20,29 min  |
| 7     | DrusbergFabian Schaad Roman Schaad                 | 18:26,91 min  |
| 8     | SAS BernJöri Kindschi Simon Hammer                 | 18:47,29 min. |

Datum: 31. März

Es waren 10 Teams am Start.

## Ergebnisse Frauen

### Sprint klassisch
| Platz | Name                    | Verein            |
| ----- | ----------------------- | ----------------- |
| 1     | Nadine Fähndrich        | SC Horw           |
| 2     | Fabiana Wieser          | Sarsura Zernez    |
| 3     | Lea Fischer             | Nordic Engelberg  |
| 4     | Stefanie Arnold         | Unterschächen     |
| 5     | Lydia Hiernickel        | Gardes-Frontière  |
| 6     | Alina Meier             | SC Davos          |
| 7     | Nathalie von Siebenthal | Turbach-Bissen    |
| 8     | Carine Heuberger        | Alpina St. Moritz |

Datum: 29. März

Es waren 17 Läuferinnen am Start. Siegerin bei der U20 wurde Anja Lozza.

### 5 km Freistil Einzel
| Platz | Name                    | Verein            | Zeit         |
| ----- | ----------------------- | ----------------- | ------------ |
| 1     | Nadine Fähndrich        | SC Horw           | 11:36,5 min. |
| 2     | Lydia Hiernickel        | Gardes-Frontière  | 11:46,9 min. |
| 3     | Nathalie von Siebenthal | SAS Bern          | 11:54,2 min. |
| 4     | Alina Meier             | SC Davos          | 12:03,6 min. |
| 5     | Stefanie Arnold         | Unterschächen     | 12:10,9 min. |
| 6     | Anja Weber              | SC am Bachtel     | 12:16,3 min. |
| 7     | Carine Heuberger        | Alpina St. Moritz | 12:23,2 min  |
| 8     | Giuliana Werro          | Sarsura Zernez    | 12:25,5 min  |
| 9     | Lea Fischer             | Nordic Engelberg  | 12:26,0 min  |
| 10    | Anja Lozza              | Zuoz              | 12:31,4 min  |

Datum: 2. Februar

Es waren 48 Läuferinnen am Start. Siegerin bei der U20 mit 33 Teilnehmerinnen wurde Anja Weber.

### 10 km Verfolgung klassisch
| Platz | Name             | Verein            | Zeit         |
| ----- | ---------------- | ----------------- | ------------ |
| 1     | Lydia Hiernickel | Gardes-Frontière  | 44:15,8 min. |
| 2     | Nadine Fähndrich | SC Horw           | 45:20,2 min. |
| 3     | Anja Weber       | SC am Bachtel     | 45:37,1 min. |
| 4     | Alina Meier      | SC Davos          | 45:45,2 min. |
| 5     | Giuliana Werro   | Sarsura Zernez    | 45:49,3 min. |
| 6     | Lea Fischer      | Nordic Engelberg  | 46:21,6 min. |
| 7     | Stefanie Arnold  | Unterschächen     | 46:50,7 min  |
| 8     | Carine Heuberger | Alpina St. Moritz | 46:59,7 min  |
| 9     | Anja Lozza       | Zuoz              | 47:22,7 min  |
| 10    | Nadja Kälin      | Piz Ot Samedan    | 47:47,9 min  |

Datum: 3. Februar

Siegerin bei der U20 wurde Anja Weber.

### 30 km klassisch Massenstart
| Platz | Name                    | Verein             | Zeit         |
| ----- | ----------------------- | ------------------ | ------------ |
| 1     | Nadine Fähndrich        | SC Horw            | 1:32:02,7 h. |
| 2     | Alina Meier             | SC Davos           | 1:33:48,6 h. |
| 3     | Lydia Hiernickel        | Gardes-Frontière   | 1:34:19,3 h. |
| 4     | Stefanie Arnold         | Unterschächen      | 1:35:02,6 h. |
| 5     | Nathalie von Siebenthal | Turbach-Bissen     | 1:36:46,6 h. |
| 6     | Maria Christen          | Gotthard-Andermatt | 1:37:13,8 h. |

Datum: 30. März

Es waren 18 Läuferinnen am Start.

### Teamsprint Freistil
| Platz | Team                                          | Zeit         |
| ----- | --------------------------------------------- | ------------ |
| 1     | SC HorwBianca Buholzer Nadine Fähndrich       | 14:29,35 min |
| 2     | Sarsura ZernezGiuliana Werro Fabiana Wieser   | 14:45,64 min |
| 3     | SAS BernRahel Imoberdorf Tatjana Stiffler     | 15:06,30 min |
| 4     | SC UnterschächenStefanie Arnold Céline Arnold | 15:11,97 min |
| 5     | SC DavosAurora Viglino Alina Meier            | 15:18,77 min |
| 6     | SAS BernAita Kaufmann Maria Gräfnings         | 15:26,24 min |
| 7     | Vue-des-AlpesLola Wuthrich Emma Wuthrich      | 15:27,74 min |
| 8     | SC am BachtelMartina Vontobel Siri Wigger     | 15:35,17 min |

Datum: 31. März

Es waren 10 Teams am Start.